# Isolobodon
Genre
Isolobodon est un genre de Rongeurs de la famille des Capromyidae.
Ce genre a été décrit pour la première fois en 1916 par le zoologiste américain Joel Asaph Allen (1838-1921).

## Liste d'espèces
Selon Mammal Species of the World (version 3, 2005)  (17 janv. 2013), ITIS (17 janv. 2013) et Catalogue of Life (17 janv. 2013) :
- † Isolobodon montanus (Miller, 1922)
- † Isolobodon portoricensis J. A. Allen, 1916

## Biographie
- (en) Brooke Garner, On the Possible Prehistoric Domestication of the Caribbean hutia, Isolobodon Portoricensis, Journal of Undergraduate Research. Volume 6, Issue 9 - Juillet 2002 lire le document